# Visoko (Kroatien)
Visoko ist eine Gemeinde in der Gespanschaft Varaždin im Norden Kroatiens. Der Volkszählung von 2011 zufolge, beträgt die Einwohnerzahl 1518 Einwohner.